# Mycetophila fascipennis
Mycetophila fascipennis är en tvåvingeart som beskrevs av Philippi 1865. Mycetophila fascipennis ingår i släktet Mycetophila och familjen svampmyggor. Inga underarter finns listade i Catalogue of Life.